# Hoplomys gymnurus
Hoplomys gymnurus е вид бозайник от семейство Бодливи плъхове (Echimyidae), единствен представител на род Hoplomys.

## Разпространение
Видът е разпространен в Еквадор, Колумбия, Коста Рика, Никарагуа, Панама и Хондурас.